# Związek chemiczny
Związek chemiczny – jednorodne połączenie co najmniej dwóch różnych pierwiastków chemicznych za pomocą dowolnego wiązania.
Podstawową jednostką związku chemicznego jest cząsteczka. Cząsteczki powstają i rozpadają się w wyniku tworzenia i zrywania wiązań chemicznych między atomami. Procesy tworzenia i zrywania wiązań nazywa się reakcjami chemicznymi.
Związki chemiczne zapisuje się w formie wzorów chemicznych, w których podaje się liczbę i rodzaj atomów tworzących je cząsteczek. Wzory sumaryczne uwzględniają tylko sumaryczną liczbę atomów występujących w jednej cząsteczce określonego związku chemicznego, zaś wzór strukturalny zawiera też informację o sposobie połączenia tych atomów wiązaniami chemicznymi.
Związki posiadają zwykle szereg charakterystycznych dla siebie własności chemicznych i fizycznych. Są to m.in. masa molowa, temperatura topnienia, temperatura wrzenia, temperatura sublimacji, barwa, struktura krystaliczna, reaktywność chemiczna, przewodnictwo cieplne i wiele innych. Własności te nie są nigdy prostą średnią tworzących je pierwiastków, lecz są złożoną funkcją struktury związków chemicznych, czyli określonego, przestrzennego układu powiązań tworzących je atomów.

## Podział związków chemicznych
Istnieje wiele podziałów związków chemicznych. Najbardziej podstawowy wywodzi się z faktu, czy związek chemiczny spełnia prawo stałości składu, czy też nie:
- bertolidy – to związki nie spełniające tego prawa – czyli posiadające zmienny skład pierwiastkowy, co oznacza w praktyce, że składają się nań cząsteczki o różnych proporcjach atomów różnych pierwiastków – przykłady to tlenek żelaza(II) i liczne polimery syntetyczne
- daltonidy – to związki spełniające prawo stałości składu – składają się one z jednego rodzaju cząsteczek.

Według niektórych definicji za związki chemiczne w pełnym tego słowa znaczeniu uważa się wyłącznie daltonidy, zaś bertolidy traktuje się jako mieszaniny, nie jest to jednak w wielu przypadkach zbyt praktyczne podejście.
Ze względu na liczbę atomów wchodzących w skład pojedynczych cząsteczek związki chemiczne dzieli się umownie na:
- niskocząsteczkowe – liczące do ok. 100 atomów w cząsteczce,
- średniocząsteczkowe – liczące od 100 do 1000 atomów,
- wysokocząsteczkowe (makromolekuły) – liczące powyżej 1000 atomów[2].

Ze względu na dominujący rodzaj wiązań chemicznych występujących między atomami tworzącymi cząsteczki, związki chemiczne dzieli się na:
- jonowe – w których dominują wiązania jonowe
- kowalencyjne – w których dominują wiązania kowalencyjne
- kompleksowe – w których występują wiązania koordynacyjne

Układy cząsteczek powiązane wiązaniami wodorowymi uważa się, zależnie od sytuacji i kontekstu czasami związkami chemicznymi a czasami strukturami nadcząsteczkowymi.
Jeszcze inny podział związków chemicznych wywodzi się z istnienia dwóch wielkich działów chemii: organicznej i nieorganicznej:
- Związki organiczne są to połączenia węgla, wodoru i innych pierwiastków, poza kwasem węglowym i jego pochodnymi.
- Wszystkie pozostałe związki przyjęło się nazywać związkami nieorganicznymi.
- Na styku tych dwóch wielkich grup znajdują się związki metaloorganiczne oraz związki kompleksowe, zawierające ligandy organiczne.

Wreszcie, ze względu na ich ogólną reaktywność, związki chemiczne można podzielić na:
- ze względu na kwasowość:
  - kwasy
  - zasady
  - związki amfoteryczne

- ze względu na ogólną skłonność do przyjmowania lub udostępniania elektronów:
  - elektrofile
  - nukleofile
- ze względu na zachowanie w reakcjach redoks:
  - utleniacze
  - reduktory

## Liczba znanych związków i ich rejestrowanie
Nowe związki chemiczne są przez cały czas wyodrębniane z produktów naturalnych i syntezowane w laboratoriach chemicznych. Informacje o otrzymaniu lub wyodrębnieniu nowych związków są rozproszone w setkach specjalistycznych czasopism naukowych. Ze względów praktycznych istnieją bazy danych gromadzące podstawowe informacje o znanych ludzkości związkach chemicznych w jednym miejscu. Największą tego rodzaju bazą jest CAS Registry nadająca Numer CAS – liczy ona ok. 67 mln związków. Innymi tego rodzaju bazami danych jest PubChem (ok. 96 mln rekordów) czy Europejski Wykaz Notyfikowanych Substancji Chemicznych nadający numery WE.